# Cheumatopsyche pasella
Cheumatopsyche pasella är en nattsländeart som beskrevs av Ross 1941. Cheumatopsyche pasella ingår i släktet Cheumatopsyche och familjen ryssjenattsländor. Inga underarter finns listade i Catalogue of Life.